# بيز باراديسين
بيز باراديسين (بالإنجليزية: Piz Paradisin)‏ هو أحد جبال سلسلة جبال الألب ليفينغو ويقع في كانتون غراوبوندن في سويسرا. يحتل المرتبة رقم 92 في قائمة جبال سويسرا من حيث الارتفاع، إذ يبلغ ارتفاعه حوالي 3302 متر، بينما يبلغ ارتفاع نتوء الجبل 875 متر.